# Fiú kézilabdatorna a 2010. évi nyári ifjúsági olimpiai játékokon
A 2010. évi nyári ifjúsági olimpiai játékokon a fiú kézilabdatornát augusztus 20. és 25. között rendezték. A tornán 6 nemzet csapata vett részt.

## Lebonyolítás
A 6 résztvevőt 2 darab 3 csapatos csoportba sorsolták. Körmérkőzések döntötték el a csoportok végeredményét. A csoportból az első két helyezett jutott tovább az elődöntőbe, az elődöntők győztesei játszották a döntőt, a vesztesek a bronzéremért mérkőzhettek.

## Csoportkör
| Színmagyarázat                                               |
| ------------------------------------------------------------ |
| A csoportok első két helyezettje bejutott az elődöntőbe.     |
| A csoportok harmadik helyezettjei az 5. helyért játszhattak. |

### A csoport
| Csapat        | M | Gy | D | V | G+  | G–  | Gk   | P |
| ------------- | - | -- | - | - | --- | --- | ---- | - |
| Franciaország | 2 | 2  | 0 | 0 | 97  | 40  | +57  | 4 |
| Dél-Korea     | 2 | 1  | 0 | 1 | 106 | 43  | +63  | 2 |
| Cook-szigetek | 2 | 0  | 0 | 2 | 8   | 128 | –120 | 0 |

| 2010. augusztus 20. 18:30 | Cook-szigetek (COK) | 4 – 58      | Franciaország | Suntec Hall 602 Játékvezetők: Krichene, Makhlouf (tunéziai) |
| 2010. augusztus 20. 18:30 | Robati 2            | (2 – 33)    | Bataille 13   | Suntec Hall 602 Játékvezetők: Krichene, Makhlouf (tunéziai) |
| 2010. augusztus 20. 18:30 | 4× 3× 2×            | Jegyzőkönyv | 3×            | Suntec Hall 602 Játékvezetők: Krichene, Makhlouf (tunéziai) |

| 2010. augusztus 21. 18:30 | Dél-Korea (KOR) | 70 – 4      | Cook-szigetek | Suntec Hall 602 Játékvezetők: D. da Costa, H. da Costa (brazilok) |
| 2010. augusztus 21. 18:30 | Jang 12         | (33 – 1)    | Kermode 2     | Suntec Hall 602 Játékvezetők: D. da Costa, H. da Costa (brazilok) |
| 2010. augusztus 21. 18:30 | 3× 3×           | Jegyzőkönyv | 4× 3×         | Suntec Hall 602 Játékvezetők: D. da Costa, H. da Costa (brazilok) |

| 2010. augusztus 22. 18:30 | Franciaország (FRA) | 39 – 36     | Dél-Korea    | Suntec Hall 602 Játékvezetők: Schaller, Wutzler (németek) |
| 2010. augusztus 22. 18:30 | Descat 8            | (18 – 17)   | H. S. Lee 16 | Suntec Hall 602 Játékvezetők: Schaller, Wutzler (németek) |
| 2010. augusztus 22. 18:30 | 5× 3× 1×            | Jegyzőkönyv | 3× 2×        | Suntec Hall 602 Játékvezetők: Schaller, Wutzler (németek) |

### B csoport
| Csapat    | M | Gy | D | V | G+ | G–  | Gk  | P |
| --------- | - | -- | - | - | -- | --- | --- | - |
| Brazília  | 2 | 1  | 1 | 0 | 84 | 38  | +46 | 3 |
| Egyiptom  | 2 | 1  | 1 | 0 | 81 | 38  | +43 | 3 |
| Szingapúr | 2 | 0  | 0 | 2 | 14 | 103 | –89 | 0 |

| 2010. augusztus 20. 20:15 | Szingapúr (SIN) | 7 – 50      | Egyiptom     | Suntec Hall 602 Játékvezetők: Hizaki, Ikebuchi (japánok) |
| 2010. augusztus 20. 20:15 | Koh 3           | (2 – 21)    | Abdelrhim 10 | Suntec Hall 602 Játékvezetők: Hizaki, Ikebuchi (japánok) |
| 2010. augusztus 20. 20:15 | 3× 3×           | Jegyzőkönyv | 1× 3×        | Suntec Hall 602 Játékvezetők: Hizaki, Ikebuchi (japánok) |

| 2010. augusztus 21. 20:15 | Brazília (BRA) | 53 – 7      | Szingapúr | Suntec Hall 602 Játékvezetők: Eliasson, Gudjonsson (izlandiak) |
| 2010. augusztus 21. 20:15 | Luz 9          | (22 – 3)    | Tay 3     | Suntec Hall 602 Játékvezetők: Eliasson, Gudjonsson (izlandiak) |
| 2010. augusztus 21. 20:15 | 1× 2×          | Jegyzőkönyv | 1× 3×     | Suntec Hall 602 Játékvezetők: Eliasson, Gudjonsson (izlandiak) |

| 2010. augusztus 22. 20:15 | Egyiptom (EGY) | 31 – 31     | Brazília | Suntec Hall 602 Játékvezetők: C. Bonaventura, J. Bonaventura (franciák) |
| 2010. augusztus 22. 20:15 | Abdelrhim 9    | (18 – 17)   | Dutra 10 | Suntec Hall 602 Játékvezetők: C. Bonaventura, J. Bonaventura (franciák) |
| 2010. augusztus 22. 20:15 | 5× 1×          | Jegyzőkönyv | 3× 3×    | Suntec Hall 602 Játékvezetők: C. Bonaventura, J. Bonaventura (franciák) |

## Helyosztók

### Elődöntők
| 2010. augusztus 24. 18:00 | Franciaország (FRA) | 21 – 22     | Egyiptom | Suntec Hall 602 Játékvezetők: D. da Costa, H. da Costa (brazilok) |
| 2010. augusztus 24. 18:00 | Descat 6            | (11 – 12)   | Bechir 5 | Suntec Hall 602 Játékvezetők: D. da Costa, H. da Costa (brazilok) |
| 2010. augusztus 24. 18:00 | 5× 3×               | Jegyzőkönyv | 3× 4× 1× | Suntec Hall 602 Játékvezetők: D. da Costa, H. da Costa (brazilok) |

| 2010. augusztus 24. 20:00 | Dél-Korea (KOR) | 27 – 22     | Brazília  | Suntec Hall 602 Játékvezetők: Krichene, Makhlouf (tunéziaiak) |
| 2010. augusztus 24. 20:00 | Lee Hyeon Sik 8 | (13 – 10)   | Malburg 9 | Suntec Hall 602 Játékvezetők: Krichene, Makhlouf (tunéziaiak) |
| 2010. augusztus 24. 20:00 | 3×              | Jegyzőkönyv | 3× 3×     | Suntec Hall 602 Játékvezetők: Krichene, Makhlouf (tunéziaiak) |

### Az 5. helyért
| 2010. augusztus 23. 20:00 | Cook-szigetek (COK) | 20 – 27     | Szingapúr | Suntec Hall 602 Játékvezetők: Schaller, Wutzler (németek) |
| 2010. augusztus 23. 20:00 | Mataora 6           | (10 – 15)   | Pillay 8  | Suntec Hall 602 Játékvezetők: Schaller, Wutzler (németek) |
| 2010. augusztus 23. 20:00 | 2×                  | Jegyzőkönyv | 2×        | Suntec Hall 602 Játékvezetők: Schaller, Wutzler (németek) |

| 2010. augusztus 24. 15:00 | Szingapúr (SIN) | 32 – 18     | Cook-szigetek         | Suntec Hall 602 Játékvezetők: Hizaki, Ikebuchi (japánok) |
| 2010. augusztus 24. 15:00 | Koh 8           | (17 – 8)    | Kamana, Ngaau, Piho 4 | Suntec Hall 602 Játékvezetők: Hizaki, Ikebuchi (japánok) |
| 2010. augusztus 24. 15:00 | 1× 2×           | Jegyzőkönyv | 6× 2×                 | Suntec Hall 602 Játékvezetők: Hizaki, Ikebuchi (japánok) |

Szingapúr összesítsésben 59–38-ra nyert.

### Bronzmérkőzés
| 2010. augusztus 25. 15:00 | Franciaország (FRA) | 40 – 27     | Brazília  | Suntec Hall 602 Játékvezetők: Schaller, Wutzler (németek) |
| 2010. augusztus 25. 15:00 | Derot 9             | (23 – 12)   | Malburg 7 | Suntec Hall 602 Játékvezetők: Schaller, Wutzler (németek) |
| 2010. augusztus 25. 15:00 | 6× 3×               | Jegyzőkönyv | 3× 3×     | Suntec Hall 602 Játékvezetők: Schaller, Wutzler (németek) |

### Döntő
| 2010. augusztus 25. 20:00 | Egyiptom (EGY) | 35 – 25     | Dél-Korea        | Suntec Hall 602 Játékvezetők: C. Bonaventura, J. Bonaventura (franciák) |
| 2010. augusztus 25. 20:00 | Mohsen 15      | (13 – 13)   | Lee Hyeon Sik 11 | Suntec Hall 602 Játékvezetők: C. Bonaventura, J. Bonaventura (franciák) |
| 2010. augusztus 25. 20:00 | 3× 3×          | Jegyzőkönyv | 1× 3×            | Suntec Hall 602 Játékvezetők: C. Bonaventura, J. Bonaventura (franciák) |

| A 2010. évi nyári ifjúsági olimpiai játékok fiú kézilabdatornájának olimpiai bajnoka |
| · EGYIPTOM · 1. cím                                                                  |
| ------------------------------------------------------------------------------------ |

## Végeredmény
| Helyezés | Csapat              | M | Gy | D | V | G+  | G–  | Gk   | P |
| -------- | ------------------- | - | -- | - | - | --- | --- | ---- | - |
| Arany    | Egyiptom (EGY)      | 4 | 3  | 1 | 0 | 138 | 84  | +54  | 7 |
| Ezüst    | Dél-Korea (KOR)     | 4 | 2  | 0 | 2 | 158 | 100 | +58  | 4 |
| Bronz    | Franciaország (FRA) | 4 | 3  | 0 | 1 | 158 | 89  | +69  | 6 |
| 4.       | Brazília (BRA)      | 4 | 1  | 1 | 2 | 133 | 105 | +28  | 3 |
|          |                     |   |    |   |   |     |     |      |   |
| 5.       | Szingapúr (SIN)     | 4 | 2  | 0 | 2 | 73  | 141 | –68  | 4 |
| 6.       | Cook-szigetek (COK) | 4 | 0  | 0 | 4 | 46  | 187 | –141 | 0 |